# L'Agnese va a morire (film)
L'Agnese va a morire è un film del 1976 diretto da Giuliano Montaldo, tratto dall'omonimo romanzo di Renata Viganò.

## Trama
Basso ferrarese, seconda guerra mondiale. Agnese è una donna di mezza età che vive con suo marito Palita, membro della Resistenza. Un giorno il marito viene deportato in un campo di concentramento, dove morirà. Rimasta sola, Agnese decide di aiutare i compagni del marito portando cibo, informazioni, armi e notizie da un paese all'altro: diventa così una staffetta partigiana. La sua vita prosegue così per sei mesi, ma un giorno un soldato tedesco uccide per gioco la sua gatta nera: la notte stessa, Agnese lo colpisce spaccandogli la testa con il calcio di un mitra e lasciandolo per morto.
Agnese deve scappare e perciò entra a far parte della vita clandestina della Resistenza, divenendo "mamma Agnese": prepara pasti per partigiani, controlla che ci siano provviste per tutti, esegue lavori casalinghi, per non farsi notare dai tedeschi e per non essere uccisa.
Quando, nell'ultimo duro inverno, un gruppo di partigiani viene tradito e decimato in uno scontro a fuoco da soldati tedeschi appostati lungo il percorso che dovrebbe portarli oltre le linee, Agnese disobbedisce al Capo nascondendo in casa i superstiti.
I partigiani non sono sempre ben visti dal resto della popolazione e sono sovente sottovalutati anche dalle truppe alleate; dopo la disfatta della battaglia partigiana, Agnese ritorna ad operare come staffetta ma, mentre si avvia verso il luogo di una missione, incappa in un posto di blocco. Un ufficiale, del medesimo reparto del soldato ucciso l'anno prima dalla partigiana, la riconosce e la uccide immediatamente sul posto.

## Luoghi dove è stato girato il film
Racconta il regista: «L’idea di portare sullo schermo un romanzo straordinario come quello scritto da Renata Viganò circolava da tempo tra i cineasti italiani. Furono fatti molti tentativi, la stessa Viganò raccontava che aveva visto salire le scale della sua casa di Bologna molti registi che erano andati a parlarle di questa impresa. Poi io ce l’ho fatta proprio con il contributo valoroso, generoso, magnifico di tanta gente […]
Quando per la prima volta, nel mio pellegrinare, ho incontrato Bagnacavallo mi ricordo che davanti a quella piazza, ai portici che accompagnavano la fuga della piazza rimasi fortemente suggestionato tanto da decidere che quello sarebbe stato uno dei nostri set. […] Per il ruolo di Agnese ho scelto Ingrid Thulin, perché avevo bisogno di una grande attrice per portare l’interesse della distribuzione sul film. […] Era un po’ ardito pensare ad un’attrice svedese, ma l’avevo già incontrata, e vista nei film di Ingmar Bergman e mi aveva colpito la forza, la determinazione, la durezza di questa donna. Quando le mandai la sceneggiatura, subito il giorno dopo mi chiamò dicendomi: “Io sono una che è nata nelle campagne e ho grandi mani e grandi piedi: io sono Agnese.” E mi chiese di poter stare, prima della lavorazione del film, almeno un mese tra le donne di Romagna, cioè proprio tra quelle donne che avevano davvero fatto le staffette partigiane e che avevano quindi la possibilità di raccontarle tantissimi episodi».
Tra le tante storie legate al film, una particolarmente emozionante riguarda la bicicletta dell’Agnese. Racconta ancora Montaldo: «Quando all’inizio del film bisognava scegliere la bicicletta di Agnese, la Thulin volle venire con me a sceglierla, perché aveva imparato che la bicicletta era come un’altra parte del corpo di una donna romagnola. Andammo a Lugo, dove esisteva un luogo in cui venivano ammassatati gli oggetti ritrovati. Vecchi oggetti, vecchi a tal punto che vi erano anche alcune biciclette del tempo di guerra. La Thulin ad un certo punto vide una bicicletta da donna, pesante, nera, e disse: “voglio quella”. Era arrugginita, disastrata e io cercai subito di dissuaderla: “meglio quell’altra, che è messa meglio”. Pensavo anche al fatto che sarebbero occorsi dei soldi per metterla a posto, in un film con pochi soldi si sta sempre attenti a tutto, ma Ingrid ribadì: “No, voglio quella lì”. Ebbene, il meccanico, nello smontare la bicicletta, ha trovato, dentro il telaio dove si inserisce la sella, un messaggio che una staffetta partigiana stava portando a qualcuno. Quella era proprio la bicicletta di una staffetta partigiana, forse caduta per mano dei tedeschi. Ho ancora un brivido a pensarci».
Nel film si riconoscono altri luoghi come la stazione di Molinella e via Larga Castello a Minerbio, nel Bolognese.